# Önellenőrzés (pedagógia)
A tanulók önellenőrzési képességének kialakítása az önálló tanulás és a személyiség önálló önirányításra való alkalmasság érdekében szükséges.

## Ellenőrzés
Önálló módszer, amely végigkíséri az oktatási folyamatot.
Kettős feladatot jelent: Egyrészt a pedagógus jelzést kap arról, hogyan felelt meg a követelményeknek a tanuló, milyen szinten teljesítette őket. Másrészt visszajelzést kap saját munkájáról, mennyire volt hatékony, hol jelentkeztek hiányosságok. 
Az ellenőrzés nem egyenlő az értékeléssel. „Általában megelőzi az értékelést, annak szükséges, de nem elégséges előfeltétele. Az ellenőrzés az értékelés részművelete, egyik aktusa csupán.”

## Módszerei
Az ellenőrzés módszerei a folyamatos információszerzés:
- megfigyeléssel
- eszközök segítségével (feladatlap, röpdolgozat stb.)

## Önellenőrzés
A tanuló önállóan javítja ki, ellenőrzi az elvégzett feladatát. A tanulók önellenőrzési képességének kialakítása az önálló tanulás és a személyiség önálló önirányításra való alkalmasság érdekében szükséges.
Az önellenőrzés szoros összefüggésben van az önértékeléssel.
Az önellenőrzés feltétele, akár a tanítási órán, akár a házi feladat végzése során, hogy a tanulók rendelkezésére álljanak tevékenységük támpontjai (pl. a munkamenetben eligazító instrukciók, a tanulási folyamat során elérendő részeredmények pontos ismerete).
Fontos, hogy folyamatosan törekedjünk a jól megszervezett önellenőrzés biztosítására.

## Példa
A tanuló önállóan javítja ki a tollbamondását, a tanító által megadott szempontok alapján.
Önellenőrzés történhet még feladatlapok, heti terv és didaktikai játékok segítségével.
- Titokzsák-játék:

Eszköz: két egyforma zsákban azonos, hétköznapokból ismert kisebb tárgyak (pl. kulcs, játékautó, kanál stb.)
Feladat: tárgyak sztereognosztikus felismerése, párosítása
Önellenőrzés: vizuálisan, sztereognisztikusan
Az önellenőrzést leggyakrabban a kooperatív pedagógiában alkalmazzák.